# 李昌源
李昌源（1906年—1988年），男，四川江津人，中国公路工程专家，曾任交通部公路规划设计院总工程师。